# Liberty (Teksas)
Liberty je grad u američkoj saveznoj državi Teksas. Prema popisu stanovništva iz 2010. u njemu je živjelo 8.397 stanovnika.